# 蔡子池街道
蔡子池街道，是中华人民共和国湖南省衡陽市耒阳市下辖的一个乡镇级行政单位。

## 行政区划
蔡子池街道下辖以下地区：
牌楼社区、南正社区、化龙社区、西关社区、金盆社区、西湖社区、聂洲社区、金南社区、梅桥社区和南方社区。